# Polyeucte (Gounod)
Pour les articles homonymes, voir Polyeucte (homonymie).
Personnages
- Polyeucte, noble arménien (ténor)
- Sévère, chevalier romain, favori de l'empereur Décie (baryton)
- Félix, gouverneur d'Arménie (basse)
- Néarque, seigneur arménien, ami de Polyeucte (baryton)
- Albin, confident de Félix (basse)
- Siméon, un chrétien âgé (basse)
- Sextus, jeune patricien (ténor)
- un centurion, (basse)
- Pauline, fille de Félix et épouse de Polyeucte (soprano)
- Stratonice, confidente de Pauline (mezzo-soprano)

Polyeucte est un opéra en cinq actes de Charles Gounod, livret de Jules Barbier et Michel Carré d'après le drame-homonyme de Pierre Corneille, créé à Paris au Palais Garnier le 7 octobre 1878.

## Historique
Le livret de Jules Barbier et Michel Carré est plus fidèle à sa source que l'adaptation des Martyrs d'Eugène Scribe pour Donizetti. Gounod espérait exprimer « les pouvoirs inconnus et irrésistibles que le christianisme a répandus parmi les hommes ». Le sujet a occupé Gounod pendant une dizaine d'années. Un retard initial a été causé par un incendie qui a détruit le théâtre de l'Opéra de Paris, la salle Le Peletier, en octobre 1873. Un délai supplémentaire est venu à propos, car la partition originale est restée dans les mains de la jalouse Georgina Weldon (en), quand Gounod a quitté l'Angleterre en 1874, et il a dû recourir à une action en justice avant de se résigner à recomposer le travail de mémoire. La création a eu lieu au nouvel opéra, le palais Garnier le 7 octobre 1878. L'œuvre a connu un échec, « le chagrin de ma vie » et il n'y a eu que 29 représentations. Gounod en fut profondément affecté. L'aria La Délicieuse Source de Polyeucte est parfois entendue en concert.

## Distribution
| Rôle                                                                             | Tessiture     | Première représentation, le 7 octobre 1878 (Chef d'orchestre: Charles Lamoureux) |
| -------------------------------------------------------------------------------- | ------------- | -------------------------------------------------------------------------------- |
| Polyeucte, noble arménien                                                        | ténor         | Marius Salomon                                                                   |
| Sévère, chevalier romain, favori de l'empereur Décie                             | baryton       | Jean Lassalle                                                                    |
| Félix, gouverneur d'Arménie                                                      | basse         | Charles Bérardi                                                                  |
| Néarque, seigneur arménien, ami de Polyeucte                                     | baryton       | Numa Auguez                                                                      |
| Albin, confident de Félix                                                        | basse         | George-François Menu                                                             |
| Siméon, un chrétien âgé                                                          | basse         | Eugène Bataille                                                                  |
| Sextus, jeune patricien                                                          | ténor         | Jules-Alexandre Bosquin                                                          |
| un centurion                                                                     | basse         | Gaspard                                                                          |
| Pauline, fille de Félix et épouse de Polyeucte                                   | soprano       | Gabrielle Krauss                                                                 |
| Stratonice, confidente de Pauline                                                | mezzo-soprano | Caldéron                                                                         |
| Gardes, soldats romains, prêtres, chrétiens, dames d'honneur, serviteurs, peuple |               |                                                                                  |

## Argument
L'action se passe à Métilène, capitale arménienne, au début de l'ère chrétienne.

### Acte I
Pauline, fille du sénateur romain Félix, a vu en songe le baptême de son époux Polyeucte et sa mort tragique. Favori de l'empereur, Sévère, auquel Félix a refusé la main de sa fille, revient de Rome et se réjouit de revoir celle qu'il aime encore. Il apprend avec douleur le récent mariage de Pauline et Polyeucte.

### Acte II
Dans les jardins du temple de Vesta, Sévère et Pauline se disent un dernier adieu. Entraîné par son ami Néarque, Polyeucte se convertit et reçoit le baptême chrétien auquel Sévère assiste dans l'ombre.

### Acte III
Animé par l'esprit, Polyeucte brise les idoles du temple. Son acte implique la condamnation de Félix en dépit des avis de Pauline et Sévère.

### Acte IV
En prison, Polyeucte exprime son mépris du monde. Son unique but sera la conversion de Pauline. Prêt pour le martyre, il refuse de s'enfuir.

### Acte V
Au seuil de la mort, Polyeucte proclame son crédo. Touchée par la grâce et fortifiée par l'amour, Pauline se convertit pour se joindre au martyre de son époux.